# Fortăreața Erebuni
Fortăreața Erebuni  (în armeană Էրեբունի), de asemenea, cunoscută sub numele de Arin Berd (armeană Արին Բերդ; ceea ce înseamnă „Cetatea de Sânge”), este un oraș fortificat din perioada Regatului Urartu, situat în Erevan, Armenia. Este situată la 1.017 metri (3.337 ft) deasupra nivelului mării. A fost una dintre fortărețele construite de-a lungul frontierei nordului Urartian și a fost una din centrele cele mai importante din punct de vedere politic, economic și cultural din marele regat. Numele Erevan în sine este derivat de la Erebuni.

## Etimologie
Pe o inscripție găsită la Karmir Blur, verbul erebuni este folosit în sensul de „a profita, jefui, fura sau răpi”, urmată de o schimbare a complementului direct. Oamenii de știință au presupus că acest cuvânt, ca și complement direct neschimbat, poate însemna, de asemenea, „a lua” sau „a capta” și, astfel se presupune că Erebuni, în timpul în care a fost creat, a însemnat „captură”, „cucerire”, sau „victorie”.
Istoricul cerchez Amjad Jaimoukha oferă o alternativă etimologică, cu toate acestea: eri (referindu-se la Èrs, oamenii care locuiesc în zonă) + buni. Buni vine de la rădăcina Nakh care a dat naștere cuvântului Chechen bun, însemnând adăpost sau cabină; rădăcina cu toate acestea, înseamnă vizuină sau adăpost. Cu rădăcinile sale Indo-Europene, „bun” inițial a provenit de la cuvântul armean cumperi (բույն) pentru „cuib de păsări” sau „vizuina”. De la Proto-Indo-Europeană *bʰeuH-no-, de la *bʰeuH- („a fi; a crește”). Cognatele includ Sanscrita भुवन (bhúvana, „lumea”), bun în albaneză („colibă păstor”) și Orientul Mijlociu Persan بن bun („jos”). Acesta se poate să fi generat cuvântul van în armeană (o limbă cu un puternic substrat Urartian), deși posibil prin rădăcini diferite (Urartian biani , mai degrabă decât Èr buni) care, de asemenea, înseamnă adăpost. Interpretată în acest fel, cetatea ar fi capitala oamenilor Èr. Van, ca o rădăcină, este de asemenea prezent în numeroase alte toponime istorice în Armenia, incluzând orașul Van, Lacul Sevan și Nakhichevan, deci este probabil ca van în Erevan să fie o altă traducere directă din rădăcină. Jaimoukha afirmă în plus că numele Èr, de asemenea, servește ca rădăcină pentru valea Arax (defileul Erashki) și pentru numele Medieval Georgian folosit în Cronicile Georgiene pentru Lacul Sevan- „Lacul Ereta”.

## Istorie

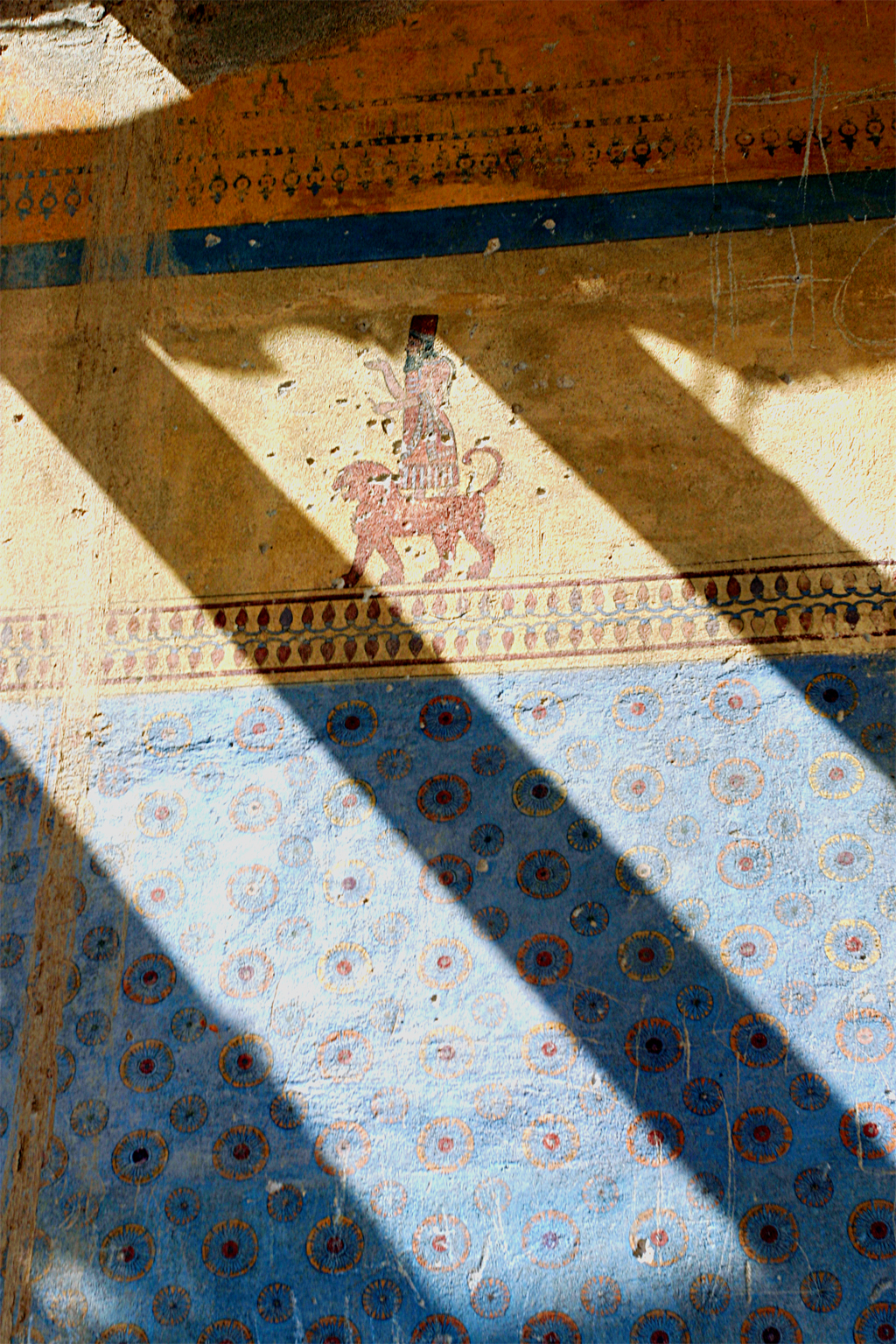
Reproduceri moderne ale vechilor picturi pe perete la Cetate Erebuni.

Erebuni a fost fondată de regele urartian Argishti I (cca. 785–753 Î. Hr.) în 782 Î.Hr. A fost construită în partea de sus a unui deal numit Arin Berd, cu vedere spre valea râului Arax, pentru a servi ca bastion militar pentru a proteja granițele de nord ale regatul. Acesta a fost descris ca fiind „proiectat ca un mare centru administrativ și religios, o adevărată capitală regală.” Potrivit lui Margarit Israelyan, Argishti a început construcția fortăreței Erebuni după cucerirea teritoriilor de la nord de Erevan și la vest de Lacul Sevan, corespunzătoare poziției în care orașul Abovyan se află în prezent. În consecință, prizonierii pe care acesta i-a capturat în campaniile lui, atât bărbați cât și femei, au fost folosiți pentru a ajuta la construirea orașul său.

În toamna anului 1950, o expediție arheologică condusă de  Konstantine Hovhannisyan a dus la descoperirea unei inscripții la Arin Berd, dedicată fondatorului orașului, care a fost sculptată în timpul domniei lui Argishti. Alte două inscripții identice au fost găsite la cetatea Erebuni. Inscripția spunea:
„Prin măreția zeului Khaldi, Argishti, fiul lui Menua, a construit această fortăreață puternică și a numit-o Erebuni pentru slava lui Biainili (Urartu) și pentru a însufla frică printre dușmanii regelui. Argishti spune: Țara a fost un deșert, înainte de marile lucrări pe care le-am realizat. Prin măreția lui Khaldi, Argishti, fiul lui Menua, este un rege puternic, rege al lui Biainili și conducător al lui Tushpa.”
Argishti a lăsat o inscripție similară în capitala urartiană a orașului Tushpa (în prezent orașul Van), declarând totodată că el a adus 6.600 de prizonieri de război din Khate și Tsupani pentru a popula noul său oraș. Similar cu alte orașe Urartiene din acel timp, cetatea a fost construită pe un plan triunghiular, în partea de sus a unui deal și înconjurată de metereze înalte de 10 la 12 metri (33 la 39 ft). În spatele lor, clădirile erau separate de zidurile centrale și interioare. Zidurile au fost construite din diverse materiale, printre care bazalt, tuf, lemn și chirpici. Argishti a construit aici un palat mare, iar săpăturile efectuate în zonă au arătat prezența și altor clădiri notabile cum ar fi o sală regală cu colonade, un templu dedicat zeului Khaldi, o cetate, unde locuia garnizoana, cu spații de locuit, cămine și camere de depozitare. Zidurile interioare au fost bogat decorate cu picturi murale și alte picturi, reprezentând scene religioase și laice.
Regii urartieni care au urmat au făcut Erebuni locul lor de reședință în timpul campaniilor lor militare împotriva invadatorilor din nord și au continuat lucrările de construcție pentru a realiza o cetatea de apărare. Regii Sarduri al II-lea și Rusa I, de asemenea, au utilizate Erebuni ca loc de desfășurare pentru noi campanii de cucerire a nordului. La începutul secolului al VI-lea, statul urartian, aflat sub invazii constante străine, s-a prăbușit.
Regiunea a căzut curând sub controlul Imperiului Ahemenid. Poziția strategică pe care o ocupa Erebuni  nu s-a diminuat, devenind un important centru al satrapiilor din Armenia.
În ciuda numeroaselor invazii succesive străine, orașul nu a fost niciodată cu adevărat abandonat și a fost continuu locuit de-a lungul secolelor următoare, în cele din urmă ramificându-se pentru a deveni orașul Erevan. Legătura strânsă a fortăreței Erebuni cu orașul Erevan a fost sărbătorită într-un spectaculos festival ce a avut loc în septembrie 1968, de comemorare a 2.750-a aniversare a fortăreței Erebuni.

## Arhitectura

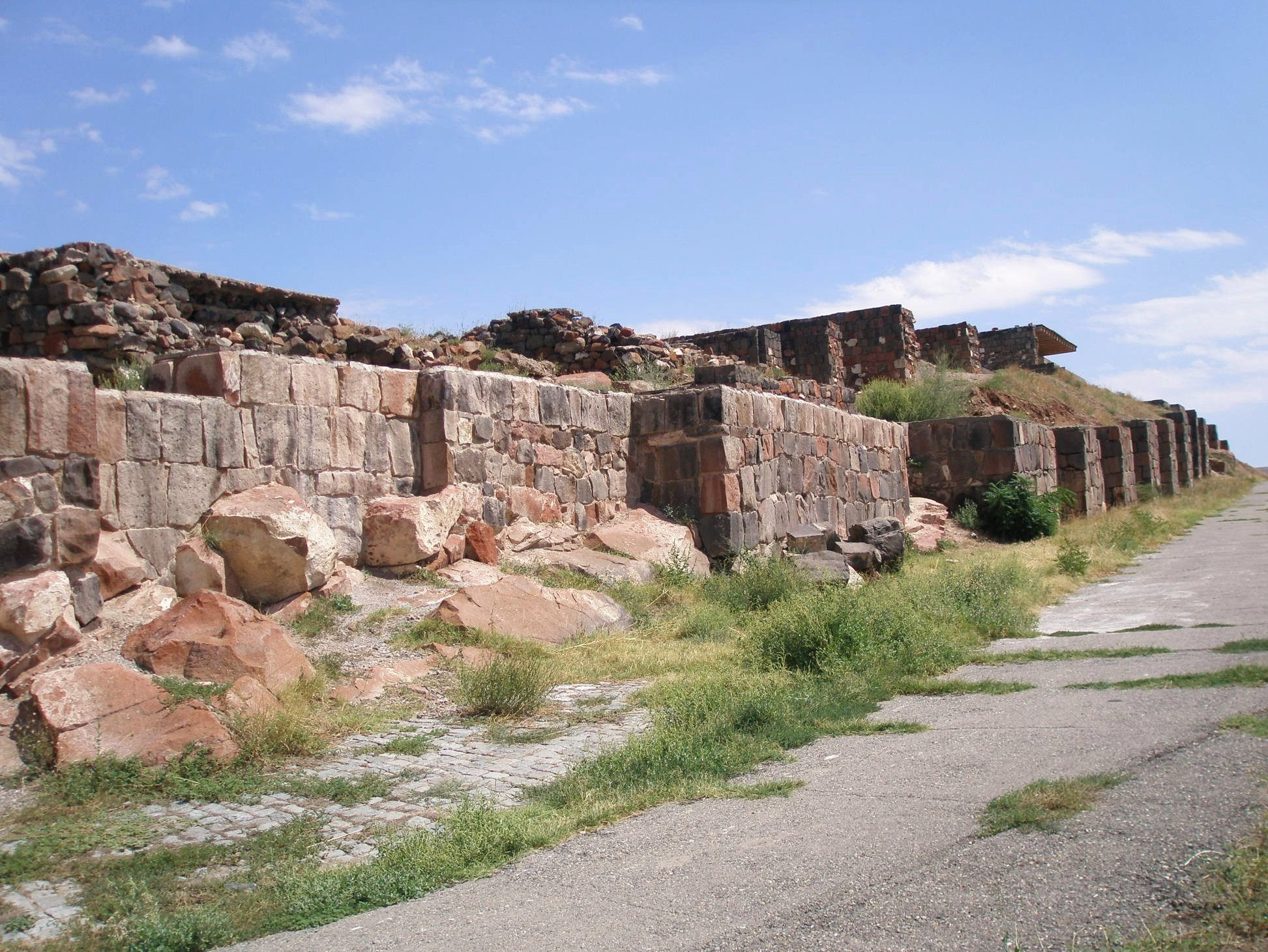
Pereții exteriori din Erebuni

Amplasarea fortăreței Erebuni, aflată pe vârful înalt de 65 metri (213 ft) al dealului Arin Berd, avea o poziție strategică cu vedere către câmpia Ararat și a drumurilor principale care duceau spre cetate. De asemenea, avea vedere asupra orașului urartian înghesuit, alcătuit din reședințele de jos, de la poalele dealului.
Intrarea principală în cetate era situată în zona mai ușor înclinată, pe partea de sud-est a dealului. Această intrare ducea spre curtea centrală a cetății. Ceremonii ținute de gărzile personale ale lui Argishti I și de gărzile garnizoanei fortăreței au avut loc aici.
În zona de sud-vest a curții a existat un templu al zeului Khaldi. Templul a avut forma unui plan alungit, cu o scară care ducea spre acoperișul unui turn tip zigurat și spre o cameră laterală de la etajul inferior. În jurul sălii era un portic cu deschidere de douăsprezece coloane și cu bănci de-a lungul pereților. Un altar pentru sacrificii era pozitionat în dreptul peretelui din stânga. Pereții erau decorați cu fresce reprezentând figuri umane, zei, modele geometrice și florale. Una dintre frescele descoperite îl descrie pe zeul Khaldi stând pe un leu cu un gardian în mâna stângă și o coroană cu coarne pe cap. Este asemănătoare altor reprezentări ale lui Khaldi găsite în alte amplasamente. Podeaua templului era în contrast față de restul complexului prin faptul că avea pardoseli din lemn compuse din scânduri mici, în comparație cu pardoselile de argilă, care erau fațetate cu lespezi de piatră și care se întâlneau în restul camerelor cetății.

## Săpături arheologice
Săpăturile timpurii au început în timpul secolului al XIX-lea în timp ce mai multe săpături sistematice au fost efectuate la Erebuni, în 1952, sub sponsorizarea comună a Institutului de Arheologie și Etnografie al Academiei Armene de Științe și a Consiliului de Conservare și Restaurare a Monumentelor de Arhitectură, al Muzeului Pușkin. Echipa a fost condusă de Constantin Hovhannisyan și Boris Piotrovski, care a fost consilier la fața locului.În stadiul incipient al săpăturilor (1950–1968), palatul regal Argishti, holul sălii regale, templele și peste o sută de camere au fost excavate. Zeci de artefacte din perioada Urartiană și Achaemeniană, cum ar fi ceramică, faianță, centuri cu catarame, brățări, mărgele, vase de băut, coifuri, săgeți și monede de argint, s-au descoperit. Fragmentele de picturi murale care au fost descoperite s-au dovedit a fi decorate cu importante teme religioase, inclusiv „procesiuni ale zeilor, animale sacre și copacul vieții”, precum și scene din viața de zi cu zi, reprezentând scene de „vânătoare, creșterea vitelor și agricultura.”

Zonele de depozitare a cerealelor, ulei și vin au fost de asemenea descoperite. Pe ușile spațiilor de depozitare erau plasate la intrare inscripții pe care era menționat cine a construit zona de depozitare și cantitatea de produse ce se găsea în interior. O astfel de inscripție spune:
„Prin măreția lui Chaldis, Sarduri, fiul lui Argistis, a construit această casă și a creat și aceste hambare. Într-una dintre ele existau 12.600 Kapis, altul avea 11.500 Kapis; în total 24,100 Kapis. Sarduri, fiul lui Argistis, rege puternic, rege al tarii, Bianinili, conducatorul orasului Tushpa.”
Recipiente enorme ceramice, în care se păstra vinul și uleiul, aveau marcaje pe ele. Vase mici ceramice au fost, de asemenea, găsite în timpul săpăturilor și sunt cunoscute a fi fost utilizate la fabricarea berii din orz. Alte vase mai mari au fost folosite pentru stocarea alimentelor și vinului. Mici marcaje circulare, pe lateralele acestor recipiente, aproape de partea de sus, indicau cantitatea care putea fi stocată în interior. Cel mai mare dintre vase era, de obicei, îngropat pe jumătate în sol, pentru a păstra conținutul rece.
Numeroase inscripții cuneiforme sculptate în bazalt au fost găsite în jurul complexului. Dintre acestea, unele sunt în prezent expuse în muzeu, în timp ce altele se pot încă vizualiza pe pereți.
În 1968 Muzeul de Istorie Erebuni  a fost înființat. Deschiderea acestuia a fost temporizată pentru a coincide cu aniversarea a 2.750 de ani a orașului Erevan. Muzeul adăpostește obiecte descoperite în timpul săpăturilor la Arin Berd și Karmir Blur și prezintă o istorie a sitului.

## Galerie

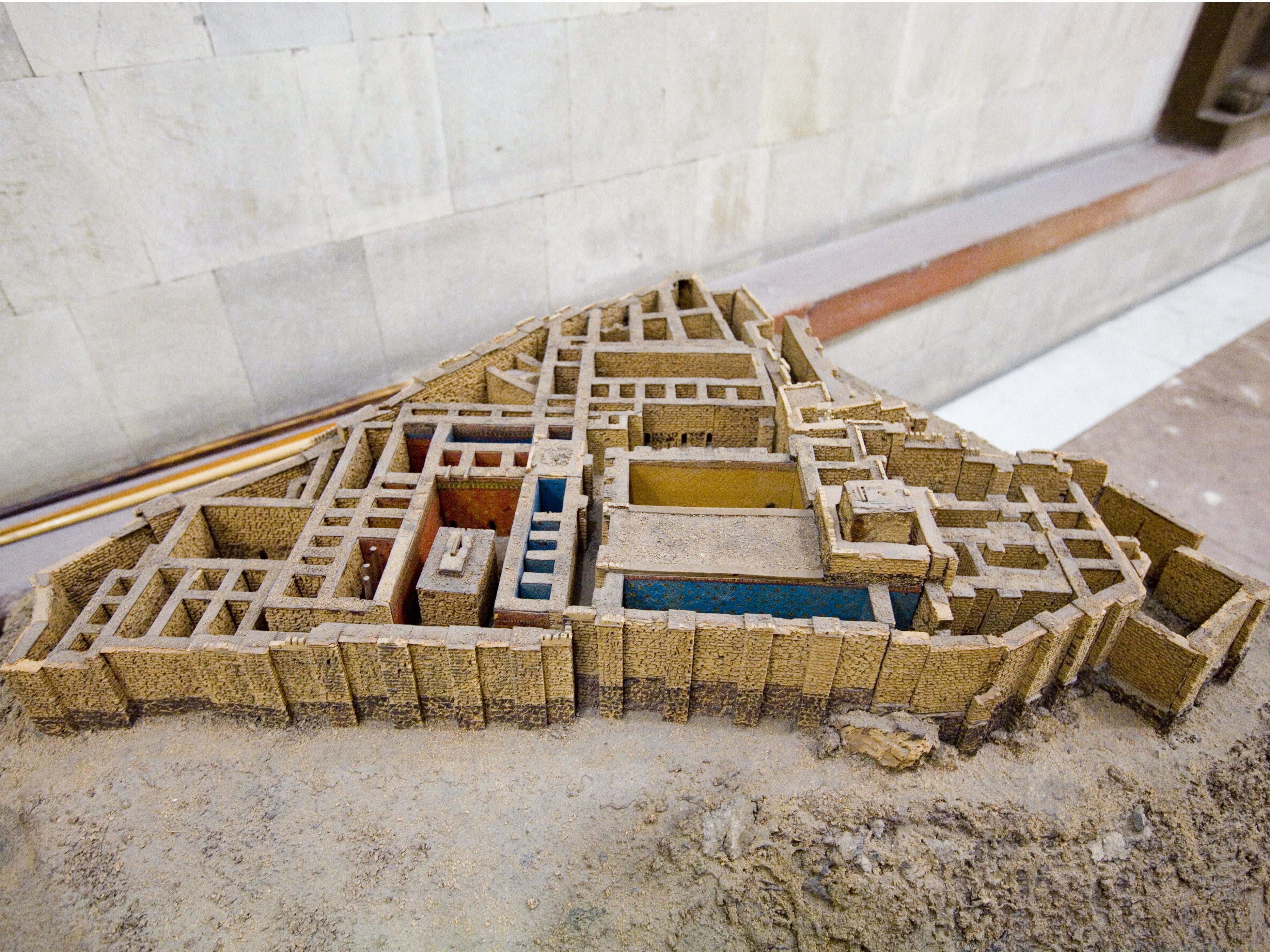
Modelul Cetății Erebuni
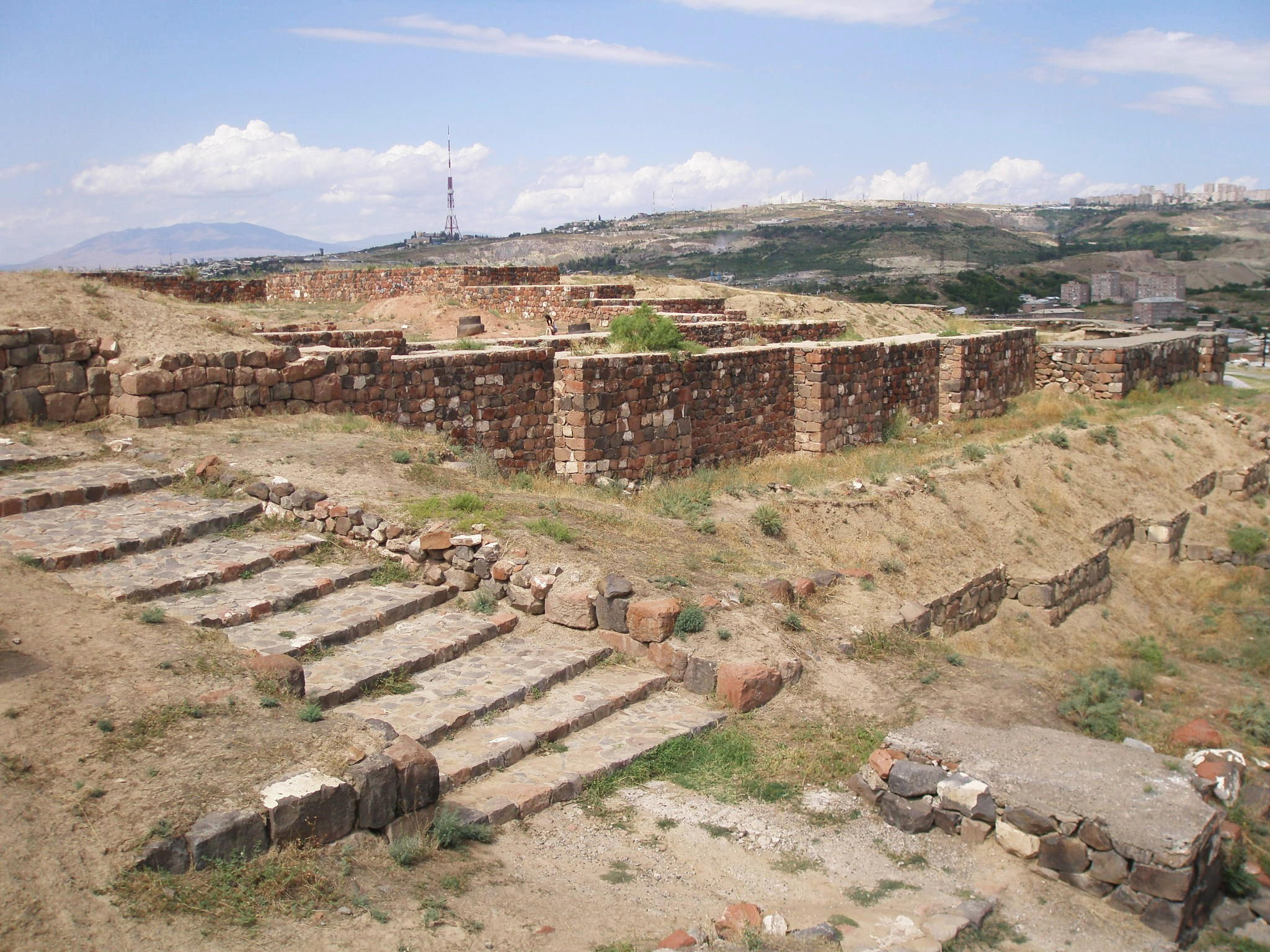
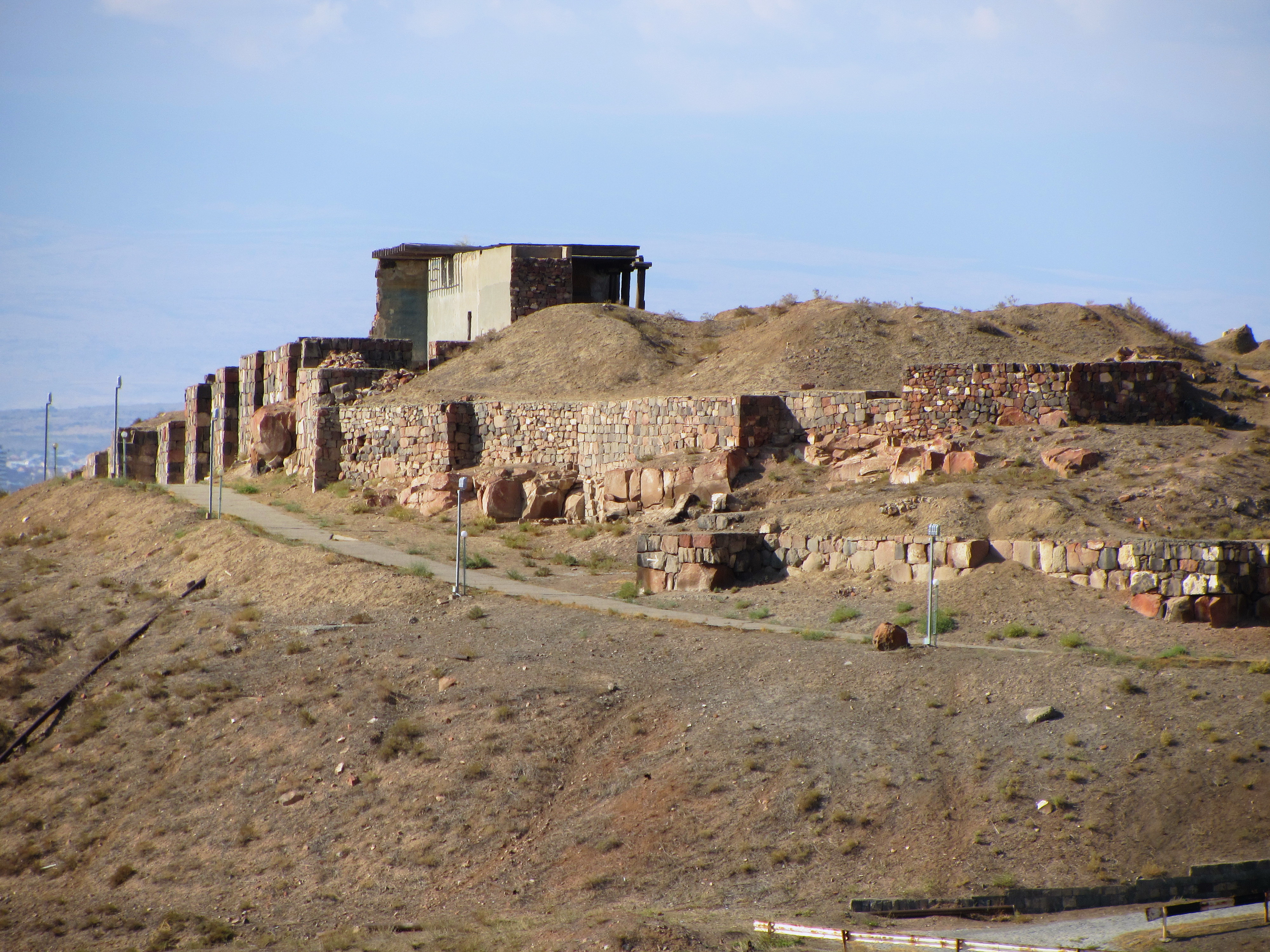
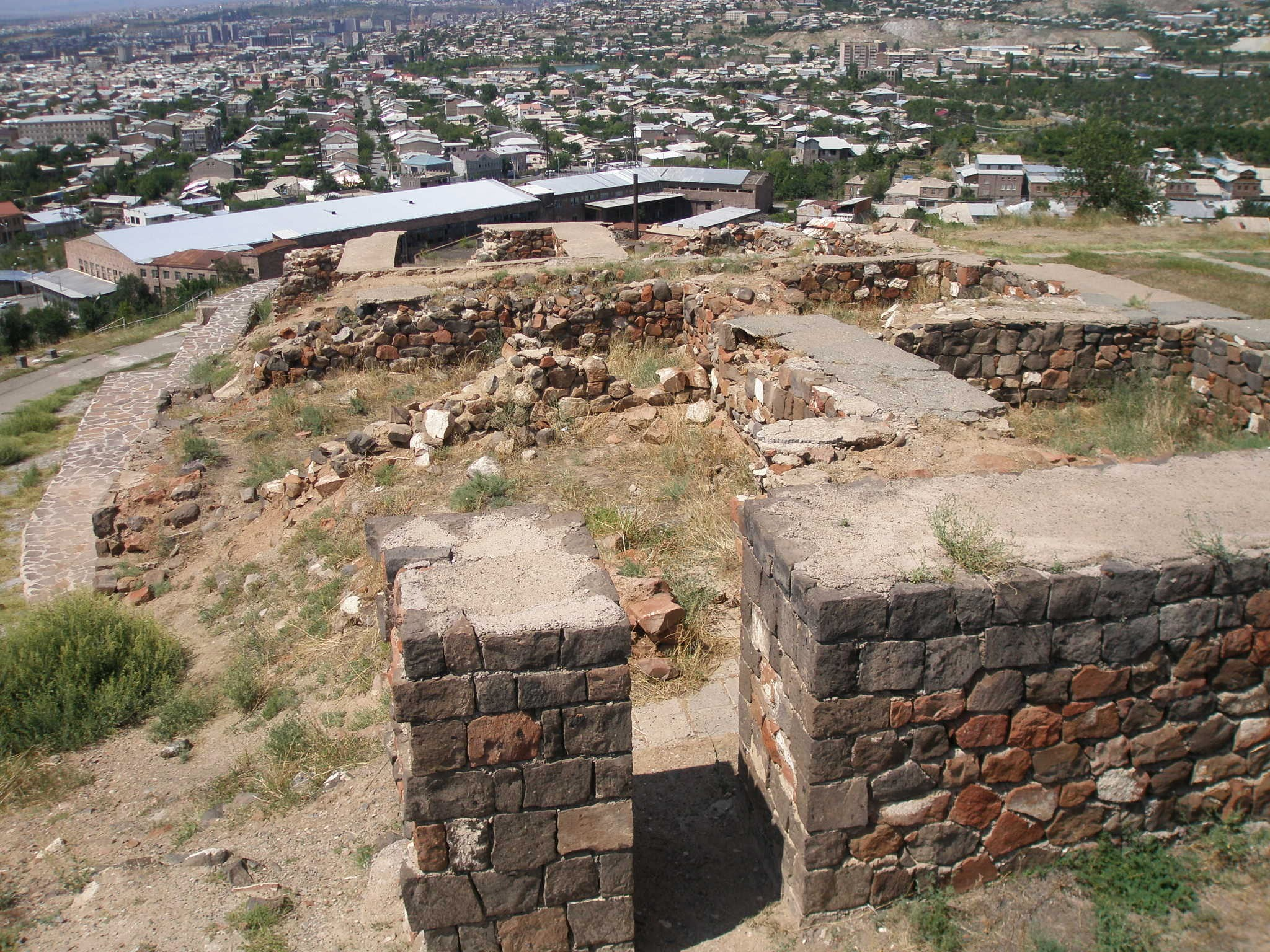
Interiorul zidurilor cetății și orașul Erevan mai jos
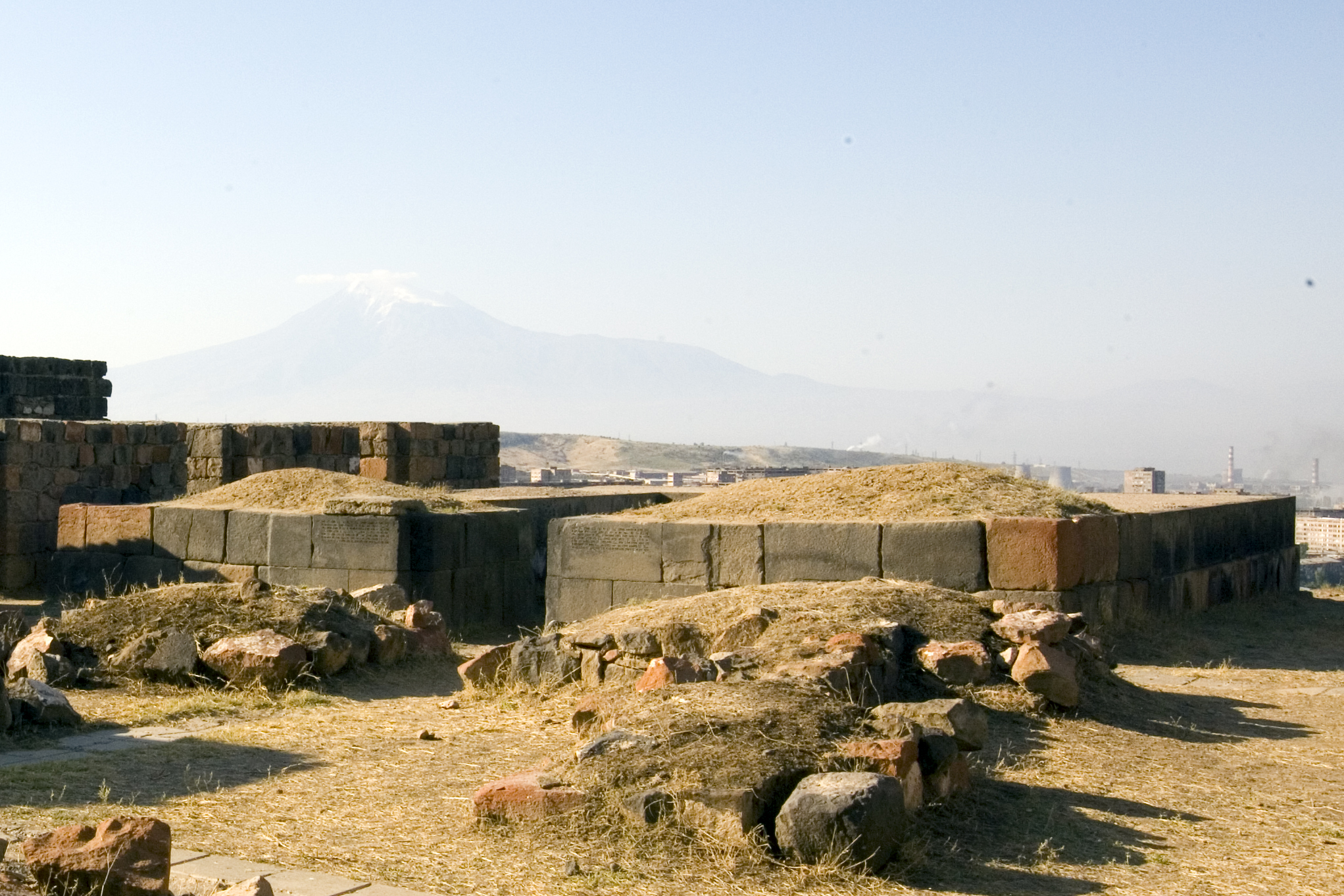
Templul Susi
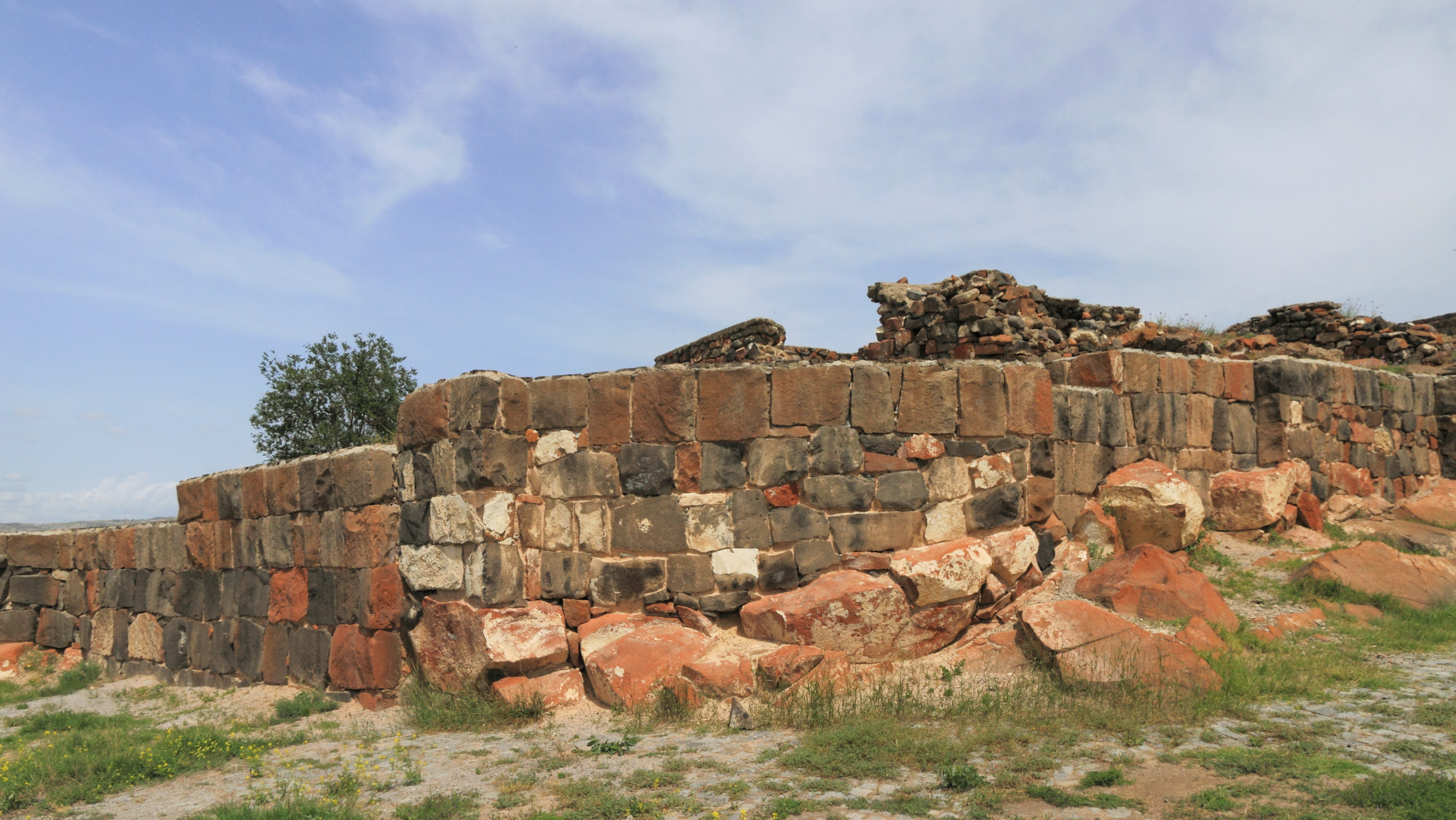
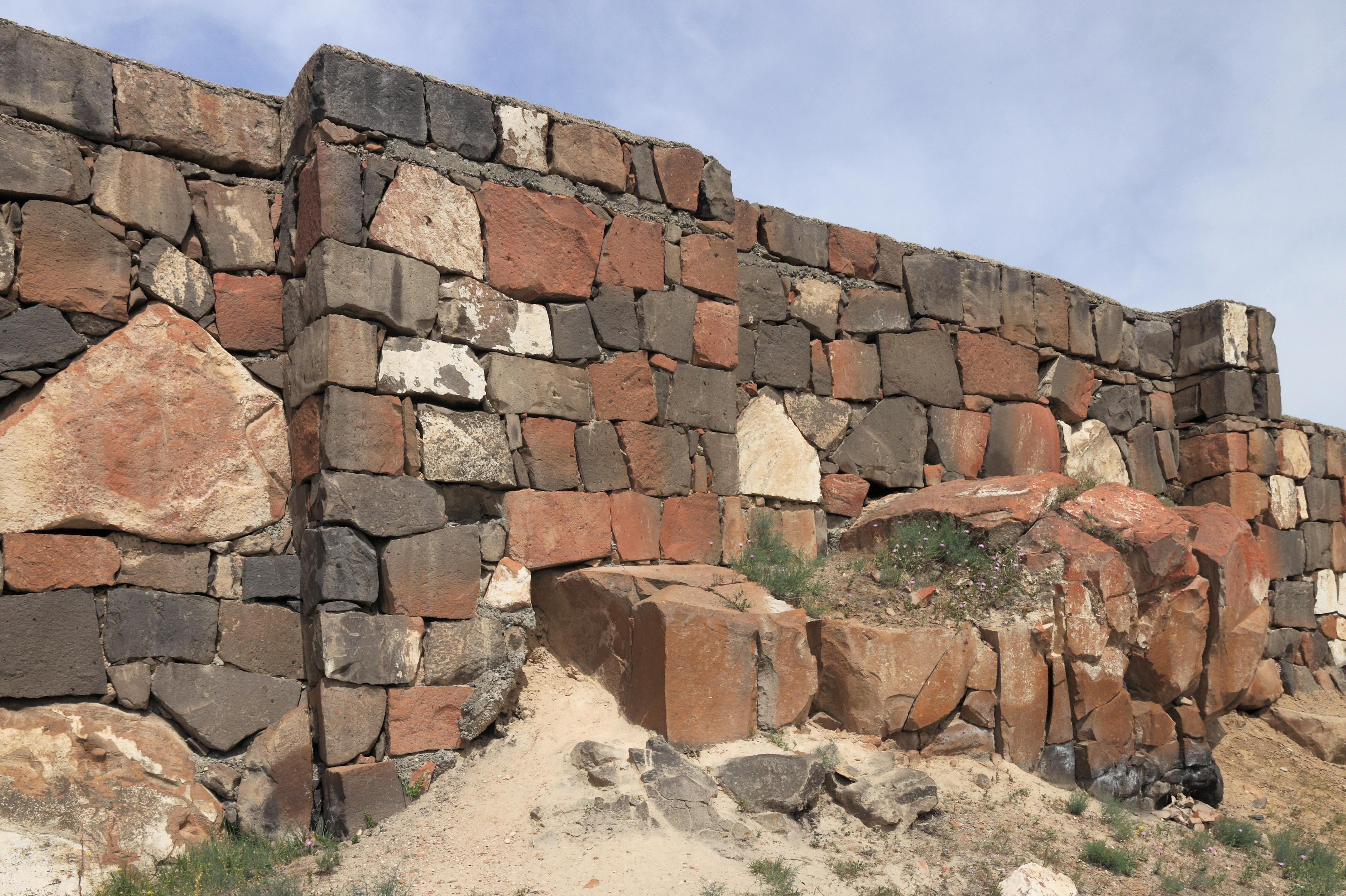